# Der Tintenfisch und der Wal
Der Tintenfisch und der Wal ist ein Spielfilm des US-amerikanischen Regisseurs Noah Baumbach aus dem Jahr 2005. Der Independentfilm basiert auf einem Original-Drehbuch Baumbachs und wurde u. a. von den Filmstudios American Empirical Pictures, Original Media, Seven Hills Pictures, Ambush Entertainment und Destination Films produziert. Deutscher Kinostart war am 11. Mai 2006.

## Handlung
Brooklyn, New York, im Jahr 1986: Bernard Berkman, Akademiker und Schriftsteller, und seine rastlose Ehefrau Joan haben ihre Ehe aufgegeben. Joan hat seit vier Jahren heimliche Affären und gerade eine Kurzgeschichte an das Magazin The New Yorker verkauft. Ihr Ehemann zehrt derweil seit Jahren von dem Erfolg seines ersten Romans, befindet sich aber in einer künstlerischen Schaffenskrise. Er versteht nicht, aus welchen Gründen seine Ehe mit Joan scheiterte, und beginnt eine Affäre mit der Studentin Lili. Das Sorgerecht für die Söhne Frank und Walt und ihre Katze wollen sich die Eltern teilen. Der 16-jährige Walt zieht mit seinem Vater in ein neues Zuhause, während der 12-jährige Frank bei seiner Mutter verbleibt. Die beiden Söhne sind traumatisiert von der Scheidung ihrer Eltern und der Vereinbarung, dass sie die Hälfte der Woche mit dem jeweils anderen Elternteil verbringen sollen.
Der jüngere Frank ist seiner Mutter und ihrem neuen Freund, dem Draufgänger Ivan, sehr zugetan. Der pubertierende Junge beginnt bald, bei jeder Gelegenheit obszöne Wörter zu verwenden und die Masturbation für sich zu entdecken. Er fängt an, Bier zu trinken, und geht auch in der Schule eifrig seinem neuen Hobby nach, was ein ernstes Gespräch mit seinen Eltern und seinen Lehrern nach sich zieht.
Der intelligente und sexuell unerfahrene Walt identifiziert sich sehr mit seinem Vater und beginnt bald, ebenso wie sein Vater, von seiner Mutter das Schlimmste zu denken, die die Beziehung zu ihrem Liebhaber nicht mehr geheim hält und diesen mit zu sich nach Hause bringt. Der ernste Walt jongliert stümperhaft mit literarischen Fachausdrücken seines Vaters, um seine Mitschülerin Sophie zu beeindrucken. Bernard Berkman ist zwar ein gütiger Vater, doch so sehr mit sich selbst beschäftigt, dass er die wichtigen Momente im Leben seiner Söhne verpasst.
Um seinem Vater zu imponieren, gibt Walt bei einer Talentshow in seiner Schule den Song Hey You der britischen Rockband Pink Floyd als eigene Komposition aus. Walts Auftritt ist zunächst ein großer Erfolg, doch er wird danach von einem Mitschüler, der die Liedtexte von Pink Floyd kennt, des geistigen Diebstahls überführt. Auch der größte Wunsch von Walt und Frank, dass ihre Eltern wieder zueinander finden mögen, erfüllt sich nicht.

## Entstehungsgeschichte
Der Film basiert auf einem Original-Drehbuch von Noah Baumbach, bei dem er sich von Erinnerungen an seine eigene Kindheit inspirieren ließ. Seine Eltern, der Schriftsteller Jonathan Baumbach und die Filmkritikerin Georgia Brown, ließen sich scheiden, als der Regisseur ein Teenager war.
Der Titel Der Tintenfisch und der Wal ist an ein bekanntes Diorama im American Museum of Natural History in New York angelehnt, das einen im Kampf befindlichen Pottwal mit einem Riesenkalmar zeigt. Hauptdarstellerin Laura Linney erhielt Baumbachs Filmskript durch den Schauspieler Eric Stoltz im Jahr 2000, während sie Terence Davies romantisches Drama Haus Bellomont abdrehte. Sie erklärte sich sofort bereit, im Film mitzuwirken. Für die weiteren Hauptrollen wurden Jeff Daniels, William Baldwin und Anna Paquin verpflichtet. Die Rollen der beiden Brüder, die sich dem Auseinanderbrechen der Familie bewusst werden, wurden mit den Jungdarstellern Owen Kline und Jesse Eisenberg besetzt. Für Kline ist es nach Jennifer Jason Leighs und Alan Cummings Beziehungen und andere Katastrophen (2001) erst der zweite Auftritt in einem Spielfilm.
Die Dreharbeiten begannen im Juli 2004 und wurden innerhalb von nur 23 Tagen abgeschlossen. Gedreht wurde Der Tintenfisch und der Wal auf 16-mm-Film, um ein authentisches 1980er-Jahre-Feeling zu kreieren. Baumbach selbst wollte keine Kamera-Technologie verwenden, die es nicht in den 1980er Jahren gegeben hatte. Gedreht wurde an Original-Schauplätzen in Park Slope, im New Yorker Stadtteil Brooklyn, wo der Regisseur aufwuchs und die Midwood High School besuchte, die auch im Film zu sehen ist. Das Haus, das in dem Independentfilm das Heim der Familie Berkman darstellt, wurde Baumbach von einer befreundeten Familie für die Dreharbeiten zur Verfügung gestellt.

## Rezeption
Die Tragikomödie feierte ihre Premiere im Januar 2005 auf dem Sundance Film Festival. Nachdem der Film u. a. auf dem Toronto International Film Festival (13. September), dem New York Film Festival (26. September) und dem Chicago International Film Festival (8. Oktober) gezeigt wurde, startete Der Tintenfisch und der Wal offiziell am 14. Oktober 2005 in ausgewählten US-Kinos. Die vierte Regiearbeit von Regisseur Noah Baumbach wurde als ironisch witziger und schonungsloser Blick auf eine auseinanderbrechende Familie verstanden und man verglich ihn ebenso mit Robert Redfords Familiendrama Eine ganz normale Familie (1980), wie mit den Werken des US-amerikanischen Regisseurs Wes Anderson. Letzterer gehörte auch zu den Produzenten von Baumbachs semiautobiographischen Werk.
Kritiker heben vor allem die schauspielerischen Leistungen von Laura Linney und Jeff Daniels hervor. Kritische Stimmen merkten an, dass Der Tintenfisch und der Wal nichts aussagen würde, und attestierten Baumbach Schwächen in der Erzählstruktur. Die ca. 1,5 Mio. US-Dollar teure Produktion spielte bis zum 18. Dezember 2005 einen Brutto-Gewinn von knapp 4,3 Mio. US-Dollar ein.

## Kritiken
„Äußerst beobachtend, fehlerfrei gespielt, geschmückt mit durchdringendem Gefühl und schonungsloser Ehrlichkeit, wird er Sie zum Lachen bringen, weil Sie es nicht ertragen können zu weinen.“

„Basierend auf seiner eigenen Kindheit, hat Noah Baumbach ein schonungsloses, witziges Portrait von einer Familie in der Krise und einem jungen Mann geschaffen, der versucht, aus seinen Eltern und sich selbst schlau zu werden.“

„Es ist ein kleines Wunder.“

„Ohne anstößliche Risse oder den Säuregehalt seines Esprits zu verringern, geht Baumbachs menschlicher Film unter Ihre Haut.“

„Beides, literarisch klug und literarisch in sich selbst, gibt ‘The Squid and the Whale’ erfrischend die Agonie einer Scheidung wieder.“

„Eine einschneidende und vertraute Geschichte einer Familie aus Brooklyn, die auseinanderbricht, wie die zwei Söhne zu berichten wissen.“

„Die manchmal mangelhafte Erzählstruktur macht der Film durch starke Schauspielleistung und eine ironische Betrachtung wett.“

„Der Film fühlt sich an, als wäre er im eigenen Schweiß und den Tränen des Filmemachers geschrieben worden.“

## Auszeichnungen
Der Tintenfisch und der Wal gehörte noch vor Bekanntgabe der Oscar-Nominierungen zum erweiterten Favoritenkreis der 78. Academy-Award-Verleihung, konnte sich aber nicht gegen die Konkurrenz durchsetzen. Bei der Verleihung der Oscars am 5. März 2006 wurde Noah Baumbachs Original-Drehbuch nominiert, das u. a. auch von der National Board of Review, den Filmkritikervereinigungen von Los Angeles, New York und Toronto, sowie auf dem Sundance Film Festival preisgekrönt wurde. Bei der Golden-Globe-Verleihung im selben Jahr war der Film in den Kategorien beste Filmkomödie bzw. Musical nominiert, weitere Nominierungen erhielten die beiden Hauptdarsteller Jeff Daniels und Laura Linney. Bei der Gegenveranstaltung zu den Golden Globes, den Satellite Awards, wurde Linney als beste Nebendarstellerin in einem Drama ausgezeichnet.

### Oscar 2006
- nominiert in der Kategorie Bestes Original-Drehbuch

### Golden Globe Awards 2006
- nominiert in den Kategorien
  - Bester Film – Komödie/Musical
  - Bester Hauptdarsteller – Komödie/Musical (Jeff Daniels)
  - Beste Hauptdarstellerin – Komödie/Musical (Laura Linney)

### Weitere
Gotham Awards 2005
- Bestes Schauspielensemble

Independent Spirit Awards 2006
- nominiert in den Kategorien
  - Bester Film
  - Beste Regie
  - Bester Hauptdarsteller (Jeff Daniels)
  - Beste Hauptdarstellerin (Laura Linney)
  - Bester Nebendarsteller (Jesse Eisenberg)
  - Bestes Drehbuch

Los Angeles Film Critics Association Awards 2005
- Bestes Drehbuch

National Board of Review 2005
- Bestes Original-Drehbuch

New York Film Critics Circle Awards 2005
- Bestes Drehbuch

Satellite Awards 2005
- Beste Nebendarstellerin – Drama (Laura Linney)
- nominiert in der Kategorie Bestes Original-Drehbuch

Sundance Film Festival 2005
- Beste Regie
- Bestes Drehbuch
- nominiert für den Großen Preis der Jury

Toronto Film Critics Association Awards 2005
- Beste Hauptdarstellerin (Laura Linney)
- Bestes Drehbuch

Writers Guild of America 2006
- nominiert in der Kategorie Bestes Original-Drehbuch